# Jan Gustafsson
Jan Gustafsson (Hamburg, 25 de juny de 1979) és un jugador d'escacs alemany. Té el títol de Gran Mestre des de 2003. És cofundador de Chess24.com, i analitza i comenta partides per aquesta web de manera regular.
A la llista d'Elo de la FIDE del novembre e 2020, hi tenia un Elo de 2643 punts, cosa que en feia el jugador número 4 (en actiu) d'Alemanya, i el número 115 del rànquing mundial. El seu màxim Elo va ser de 2652 punts, a la llista de novembre de 2010.

## Biografia i resultats destacats en competició
Els pares de Gustafsson van prendre un període sabàtic quan ell era un nen, per dedicar uns anys navegant per la Mediterrània, i Gustafsson va començar a jugar als escacs al vaixell, ja que hi havia poques més activitats a fer. La família va viure a Espanya abans de retornar a Hamburg, on Gustafsson va jugar al club d'escacs local. Va esdevenir aviat un fort jugador, i for membre de l'equip que va guanyar el Campionat d'Alemanya per Equips Sub-13 el 1992. Dos anys més tard, va guanyar el campionat d'Alemanya sub-15, i el 1996 va guanyar tant el campionat sub-17 com el campionat per equips sub-20.
Gustafsson va obtenir el títol de Mestre Internacional el 1999 i el de Gran Mestre el 2003. És un dels més forts escaquistes alemanys; fou subcampió als campionats d'Alemanya de 2004 (el campió fou Alexander Graf) i 2005 (el campió fou Artur Iussúpov), i va guanyar el campionat d'Alemanya de blitz el 2001. Va ser seleccionat per la selecció alemanya el 2002, i va participar en les olimpíades d'escacs de 2004, 2006, 2008 i 2012, i també formà part de l'equip alemany que va vèncer al Campionat d'Europa per equips de 2011.
L'abril de 2011, va empatar als llocs 1r–3r amb Nigel Short i Francisco Vallejo Pons a l'obert de Tailàndia a Bangkok i va vèncer al desempat. L'abril de 2019, Gustafsson va guanyar aquest torneig per segon cop, al desempat, sobre Deep Sengupta, ambdós amb 7/9 punts.
Gustafsson està involucrat en el projecte Chess24.com, on publica anàlisi de vídeos de partides destacades, i que ha estat destacat per l'historiador dels escacs Edward Winter com un dels cinc més destacats canals d'escacs a internet. També és jugador de poker i el 2007 va coescriure un llibre sobre pòquer amb el jugador professional neerlandès Marcel Lüske.
Gustafsson és un expert en teoria d'obertures, i formà part de l'equip de Magnus Carlsen pel Campionat del món de 2016 contra Serguei Kariakin i pel Campionat del món de 2018 contra Fabiano Caruana.